# Chronisch rekurrierende multifokale Osteomyelitis
Die chronisch rekurrierende multifokale Osteomyelitis (CRMO) ist eine chronische nichtbakterielle Osteomyelitis, also eine entzündliche Erkrankung des Knochens (Osteomyelitis) ohne nachweisbaren Erreger.
Hauptlokalisation sind die Metaphysen der langen Röhrenknochen, die Wirbelsäule, das Becken und der Schultergürtel.
Die Erstbeschreibung erfolgte im Jahre 1972 durch den Schweizer Kinderradiologen Andres Giedion und Mitarbeiter.

## Verbreitung
Die Häufigkeit wird mit 4 auf 1.000.000 Kinder angegeben.
Die Erkrankung tritt im Kindesalter auf mit Erstmanifestation um das 10. Lebensjahr herum kann aber auch früher auftreten zum Beispiel schon bei der Geburt. Bei Erwachsenen wird eine ähnliche Krankheit als SAPHO-Syndrom bezeichnet.

## Ursache
Die Ätiologie und auch der Pathomechanismus sind nicht genau bekannt, jedoch besteht ein direkter Bezug zur Enthesitis-assoziierter Arthritis und zur Psoriasisarthritis. Mutationen wurden keine gefunden.
Ob es sich um eine Autoimmunerkrankung handelt, ist noch nicht geklärt.

## Klinische Erscheinungen
Klinische Kriterien sind:
- chronisch rezidivierende Schmerzen
- lokale Schwellung
- Bewegungseinschränkung

## Diagnose
Die Diagnose ergibt sich aus der Kombination klinischer, radiologischer und ggf. histologischer Befunde. Es handelt sich um eine Ausschlussdiagnose.
Röntgenbild und Laboruntersuchungen sind unergiebig, die früher angewandte Skelettszintigrafie ist schon wegen der Strahlenexposition (bei Kindern und Jugendlichen) durch die Kernspintomographie ersetzt worden.
Als bildgebendes Verfahren der Wahl wird heute die Magnetresonanztomographie im Ganzkörper-Verfahren (GK-MRT) angewandt.

## Differentialdiagnose
Abzugrenzen sind in erster Linie
- akute und chronische bakterielle Osteomyelitis
- juvenile idiopathische Arthritis
- Hypophosphatasie
- Langerhans-Zell-Histiozytose
- maligne Erkrankungen wie Osteosarkom, Ewing-Sarkom und andere
- das mit Hautveränderungen einhergehende sehr seltene autosomal-rezessiv vererbte Majeed-Syndrom.
- Pachydermoperiostose
- Kranio-Osteoarthropathie

## Therapie
Die Behandlung erfolgt durch nichtsteroidale entzündungshemmende Medikamente (NSAID), alternativ durch Bisphosphonate und TNF-Blocker.
Die nicht selten auftretenden Sinterungen von Wirbelkörpern unter Ausbildung von Vertebrae planae erfordern mitunter gesonderte Behandlung.

## Verlauf
Kennzeichnend ist der Verlauf mit Spontanremission bzw. Besserung und schubartigem Auftreten neuer Veränderungen.
Assoziationen mit Autoimmunerkrankungen, insbesondere Chronisch-entzündliche Darmerkrankungen sind beschrieben.